# اتصال بيئي

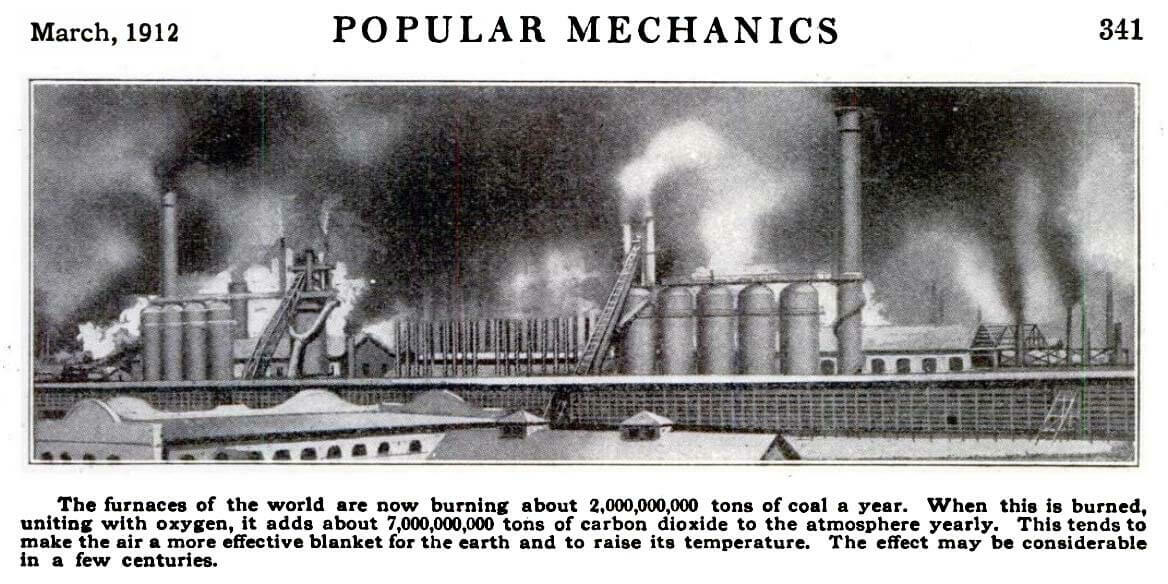
أفران العالم - ميكانيكا شعبية - الاحتباس الحراري

تشير عبارة الاتصال البيئي إلى دراسة وتطبيق كيفية قيام الأفراد والمؤسسات والمجتعات والحرف الثقافية بتوزيع الرسائل المتعلقة بـالبيئة واستلامها وتفهمها واستخدامها وتفاعل الإنسان مع البيئة. وهذا يتضمن نطاقًا واسعًا من التفاعلات المحتملة؛ بداية من الاتصالات بين الأفراد إلى المجتمعات الافتراضية، وصناع القرارات التشاركية، والتغطية الإعلامية البيئية.
ومن منظور التطبيق، حدد ألكسندر فلور الاتصال البيئي بأنه تطبيق مناهج الاتصالات ومبادئها وإستراتيجياتها وتقنياتها على إدارة البيئة وحمايتها.

## المجال الأكاديمي
لقد انبثق الاتصال البيئي باعتباره مجالاً أكاديميًا من خلال عمل متعدد الاختصاصات يتضمن الاتصالات والدراسات البيئية وعلوم البيئة وتحليل المخاطر وإدارتها وعلم الاجتماع وعلم البيئة السياسي.
ويعتبر فلور (2004) هذا المجال عنصرًا مهمًا في العلوم البيئية والذي يعتقد أنه متعدد الاختصاصات. فقد بدأ كتابه حول الاتصالات البيئية بعبارة بيانية قال فيها: «إن المحافظة على البيئة كما نعهدها في وقتنا الحالي بدأت بالاتصال البيئي». لقد انطلقت الحركة البيئية نتيجة شرارة صادرة عن أقلام أحد الكتاب أو بتحديد أكثر دقة من الآلة الكاتبة الخاصة بـراشيل كارسون. وطبقًا لما ذكره فلور، فإن الاتصالات البيئية تتضمن ستة أساسيات: معرفة القوانين البيئية، والحساسية تجاه الأبعاد الثقافية، والقدرة على التواصل مع الآخرين بفاعلية، وكفاءة استخدام وسائل الإعلام في وضع جدول الأعمال، وتقدير الأخلاق البيئية وتطبيقها، وفض النزاعات والقيام بدور الوساطة والتحكيم (Ibid). وفي أحد الكتب التي صنّفت مبكرًا بحث فلور وجوميز (1993) تطور منهج الاتصال البيئي من وجهات نظر الممارسين من موظفي الحكومة والقطاع الخاص والأكاديميين.

## الإجراء الرمزي
يعتبر الاتصال البيئي أيضًا نوعًا من الإجراء الرمزي الذي يقوم بوظيفتين. وتلك الوظائف تعتبر عملية وتكوينية. ويعتبر الاتصال البيئي عمليًا لأنه يساعد الأفراد والمنظمات على تحقيق الأهداف والقيام بالمهمات بدقة من خلال الاتصال. وتتضمن الأمثلة على ذلك التعليم والتنبيه والإقناع والتعاون. ويعتبر الاتصال البيئي تكوينيًّا لأنه يساعد على تشكيل فهم الأفراد للقضايا البيئية ولأنفسهم وللطبيعة؛ حيث يشكل المعاني التي نتفهمها حول هذه الأشياء. والأمثلة على هذا تتضمن القيم والمواقف والأيديوليجيات في مواجهة الطبيعة والقضايا البيئية ومشكلاتها.

## مجالات الدراسة والتطبيق
طبقًا لما يذكره روبرت كوكس، فإن مجال الاتصال البيئي يتكون من سبعة مجالات كبرى من الدراسة والتطبيق:
1. البلاغةالبيئية والخطابة
2. |وسائل الإعلام والصحافة البيئية
3. المشاركة الجماهيرية في صناعة القرار المتعلق بالبيئة
4. التسويق الاجتماعي وحملات الدعم
5. التعاون البيئي وفض النزاعات
6. إدارة الخطر
7. العروض التقديمية التعريفية بالبيئة في الثقافة الشعبية وتسويق المنتجات صديقة البيئة

## صحف متخصصة حول الموضوع
تتضمن المجلات المتخصصة في هذا المجال المعنية باستعراض النظراء العاملين بالمجال:
- التعليم والاتصال البيئي العملي
- التواصل البيئي

## الكتب
- Cox, J. Robert. (2010). Environmental Communication and the Public Sphere (2nd ed.). Thousand Oaks, CA: Sage Publications
- Flor, Alexander G. (2004). Environmental Communication: Principles, Approaches and Strategies of Communication Applied to Environmental Management. Diliman, Quezon City, Philippines: University of the Philippines-Open University

## وصلات خارجية
- What is Environmental Communication? by Mark Meisner
- Bibliography of books in environmental communication by Mark Meisner
- ECOresearch Network - Research Network on Environmental Online Communication
- Indications: Environmental Communication blog (inactive)
- International Environmental Communication Association (IECA) - a professional association for environmental communication practitioners, teachers, and scholars